# Arlbergtunnel
Arlberg-tunnelen er en vejtunnel under Arlbergmassivet, som går mellem byen Sankt Anton am Arlberg i delstaten Tyrol og byen Langen am Arlberg i delstaten Vorarlberg. Den fører S16 Arlberg Schnellstraße under Arlberg-massivet fra Tyrol til Vorarlberg. Med en længde på 13,976 kilometer er den Østrigs længste vejtunnel.
Da den blev indviet i 1978, var den den længste vejtunnel i verden. I 1980 åbnede Skt. Gotthardtunnelen i Schweiz med en længde på 16,942 kilometer. I 2018 benyttede mere end 1,9 mio. køretøjer tunnelen. Hvor tunnelen er dybest er den 850 meter under bjerget. 1.200 mennesker arbejdede på at bygge tunnelen.

## Galleri
- Indkørsel til tunnel
- Tunnelens vestlige ende i 1979
- Toppen af en 736 m dyb udluftningsskakt midt på tunnelen
- Informationstavle om sikkerhedsrum inde i tunnelen

## Infrastruktur
Der findes også en 10,2 kilometer jernbanetunnel under Arlbergmassivet. Den blev bygget mellem år 1880 og 1884 og fører en elektrificeret togbane under Arlberg.

## Andre store vejtunneler i Alperne
- Skt. Gotthardtunnelen (vej)
- Frejustunnelen
- Mont Blanc-tunnelen

## Andre togtunneler i Alperne
Listen nedenfor viser kun nogle af de lange togtunneler i Alperne:
- Skt. Gotthardtunnelen
- Simplontunnelen
- Arlbergtunnelen
- Furkatunnelen
- Appenninotunnelen
- Vagliatunnelen
- Vereinatunnelen
- Monte Santomarcotunnelen